# Tragedy (chanson des Bee Gees)
Pour les articles homonymes, voir Tragedy.
Singles de Bee Gees
Too Much Heaven
(1978) Love You Inside Out
(1979)
Tragedy est un single musical du groupe Bee Gees, paru en février 1979.

## Vue d'ensemble
Le single atteint la première place des charts au Royaume-Uni en février 1979 et a répété l'exploit le mois suivant au Billboard Hot 100, classement des ventes de singles aux États-Unis. Bien que n'étant pas à l'origine dans La Fièvre du samedi soir (Saturday Night Fever), il a ensuite été ajouté à la partition musicale de la version en comédie musicale au West End theatre. La chanson a délogé I Will Survive, de Gloria Gaynor de la première place aux États-Unis pendant deux semaines avant que la chanson ne revienne de nouveau au numéro un pendant une semaine supplémentaire.

## Reprise
La chanson est reprise en 1998 par le groupe de dance-pop britannique Steps sur un single double face A avec une chanson originale du groupe intitulée Heartbeat et se classe en tête des ventes au Royaume-Uni.

## Classements et certifications

### Classements
| Chart (1979)                               | Peak position |
| ------------------------------------------ | ------------- |
| Australie (Kent Music Report)              | 2             |
| Autriche (Ö3 Austria Top 40)               | 2             |
| Belgique (Flandre Ultratop 50 Singles)     | 3             |
| Brésil (Singles Chart)                     | 1             |
| Canada (RPM Disco Singles)                 | 7             |
| Canada (RPM Top Singles)                   | 1             |
| Chili                                      | 2             |
| Chine                                      | 2             |
| Europe (Eurochart Hot 100 Singles)         | 1             |
| Finlande (Suomen virallinen lista)         | 7             |
| France (SNEP)                              | 1             |
| Allemagne (Media Control AG)               | 2             |
| Irlande (Irish Singles Chart)              | 1             |
| Italie (FIMI)                              | 1             |
| Japon (Oricon)                             | 32            |
| Pays-Bas (Nederlandse Top 40)              | 4             |
| Pays-Bas (Single Top 100)                  | 5             |
| Nouvelle-Zélande (RMNZ)                    | 1             |
| Norvège (VG-lista)                         | 4             |
| Afrique du Sud (South African Chart)       | 2             |
| Espagne (PROMUSICAE)                       | 1             |
| Suède (Sverigetopplistan)                  | 6             |
| Suisse (Schweizer Hitparade)               | 2             |
| Royaume-Uni (Official Charts Company)      | 1             |
| États-Unis (Billboard Hot 100)             | 1             |
| États-Unis (Billboard Hot Dance Club Play) | 22            |
| États-Unis (Billboard Hot R&B Singles)     | 44            |
| États-Unis (Record World Singles)          | 1             |

### Certifications
| Pays                  | Certification | Ventes certifiées |
| --------------------- | ------------- | ----------------- |
| Canada (Music Canada) | Or            | 5 000             |
| Canada (Music Canada) | Platine       | 150 000           |
| France (SNEP)         | Or            | 500 000           |
| Royaume-Uni (BPI)     | Or            | 500 000           |
| États-Unis (RIAA)     | Platine       | 2 000 000         |